# Ptolemaios V Epiphanes
Ptolemaios V Epiphanes (tiếng Hy Lạp: Πτολεμαῖος Ἐπιφανής, Ptolemaĩos Epiphanes, trị vì 204-181 TCN), con của vua Ptolemaios IV Philopator và Arsinoe III của Ai Cập, ông là vị vua thứ năm của triều đại Ptolemaios. Ông trở thành người vua ở tuổi lên năm, và dưới sự bảo trợ của một loạt nhiếp chính.

## Nhiếp chính
Ptolemaios Epiphanes chỉ là một cậu bé khi cha của ông, Ptolemaios Philopator, qua đời. Hai sủng thần hàng đầu của Philopator, Agathocles và Sosibius, sợ rằng Arsinoe sẽ bảo vệ quyền nhiếp chính nên đã giết bà trước khi bà nghe nói về cái chết của chồng, mà bảo đảm quyền nhiếp chính cho mình. Tuy nhiên,năm 202 TCN, Tlepolemos, vị tướng phụ trách Pelusium, đã dẫn đầu một cuộc nổi dậy. Một khi Epiphanes nằm trong tay của Tlepolemus ông bị thuyết phục bởi một dấu hiệu cho thấy những kẻ giết mẹ mình nên bị giết. Theo Bevan dưới sự đồng ý của vị vua trẻ mà đã được tạo ra từ sự sợ hãi hơn bất cứ điều gì khác và Agathocles cùng với một số người ủng hộ ông bị giết bởi những đám đông của Alexandria.

## Chiến tranh giữa Macedonia và Ai Cập
Antiochus III Đại Đế và Philippos V của Macedonia đã ký kết một hiệp ước phân chia đất đai thuộc triều đại Ptolemaios ở nước ngoài. Philippos chiếm giữ một số hòn đảo và những nơi ở Caria và Thrace, trong khi sau trận Panium (198 TCN) chắc chắn chuyển vùng Coele-Syria, bao gồm cả xứ Giu-đê, từ tay Ptolemaios đến vương quốc Seleukos.
Antiochos, sau khi hòa bình được ký kết, đã gả con gái của ông ta Cleopatra I cho Epiphanes (193-192 TCN). Tuy nhiên, khi chiến tranh nổ ra giữa Antiochos và La Mã, Ai Cập đã khôi phục được sức mạnh. Thời niên thiếu Epiphanes đã rất đam mê thể thao; ông đã xuất sắc trong các bài tập thể thao và săn bắn.

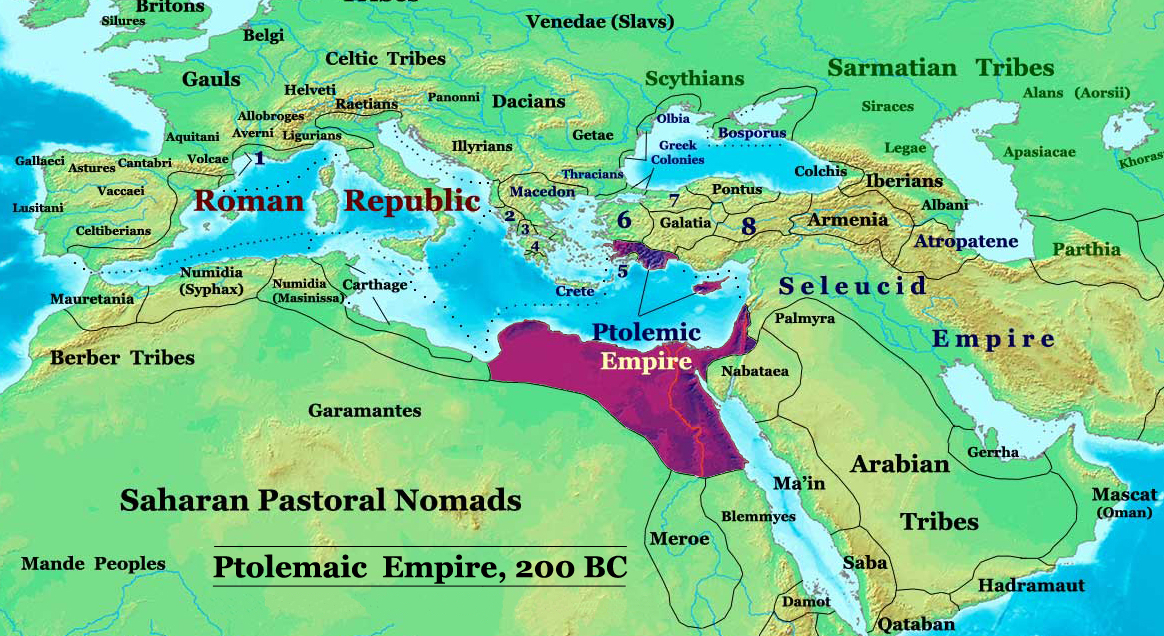
Lãnh thổ vương triều Ptolemaios năm 200 TCN dưới triều Ptolemaios V (trước cuộc xâm lược của Antiochus III).

## Xung đột với người Ai Cập khởi nghĩa
Sự độc ác vô cùng và phản bội đã gây ra trong việc đàn áp cuộc nổi loạn bản địa khiến cho ông bị coi là bạo chúa. Năm 197 TCN, Lycopolis đã bị chiếm bởi quân của Ankmachis, (còn gọi là Chaonnophris) vị pharaoh ly khai của Thượng Ai Cập, nhưng ông ta sau đó đã buộc phải rút về Thebes. Cuộc chiến tranh giữa miền Bắc và miền Nam tiếp tục cho đến năm 185 trước Công nguyên với việc bắt giữ Ankmachis bởi tướng của nhà Ptolemaios là Conanus.
Người lớn tuổi nhất trong số hai con trai ông, Ptolemaios VI Philometor (181-145 BC), kế vị trong khi là một trẻ sơ sinh dưới sự nhiếp chính của người mẹ Cleopatra của Syria. Cái chết của bà đã theo sau bởi một sự đỗ vỡ giữa nhà Ptolemaios và nhà Seleukos, về các câu hỏi cũ về vùng Coele-Syria.